# North Carolina Central University
La North Carolina Central University (NCCU-Università Centrale della Carolina del Nord) è un'università che offre programmi di studio in numerosi campi e conferisce titoli accademici che vanno dal diploma di laurea, al master, al dottorato. Fa parte delle Historically Black Colleges and Universities.

## Storia
La North Carolina Central University venne fondata dal farmacista di colore James E. Shepard
col nome di National Religious Training School and Chautauqua
for the Colored Race.
Fu costituita nel 1909 come istituzione privata e aprì le porte il 5 luglio 1910 nel quartiere Hayti, abitato da gente di colore, a sud di Durham. Alla sua realizzazione contribuirono vari benefattori: l'uomo di affari John Merrick, il medico Aaron Moore, l'educatore William Gaston Pearson e Brodie Leonidas Duke che donò 20 dei 25 acri (100.000 m2) del terreno su cui sorgeva la scuola.
La scuola fu venduta e riorganizzata nel 1915, diventando il National Training School, sostenuta dalla filantropa Margaret Olivia Slocum Sage di New York. Diventò un istituto finanziato dai contribuenti nel 1923, e fu rinominata Durham State Normal School. Nel 1925 venne rinominata North Carolina College for Negroes, il solo liberal arts college per studenti neri sostenuto dallo stato.
Shepard esortò l'assemblea generale del North Carolina a sostenere il college; quando si recava a Raleigh per perorare il sostegno al college da parte dell'assemblea legislativa, Shepard usava l'auto perché il treno era diviso con sezioni separate per i neri. La prima classe del college di quattro anni concesse i primi diplomi nel 1929.
Il college fu accreditato dalla Southern Association of Colleges and Secondary Schools come istituzione di classe "A" nel 1937 e fu ammesso a farne parte nel 1957. Istituì corsi School of Arts and Sciences nel 1939, nella Facoltà di Giurisprudenza nel 1940 e la Scuola di biblioteconomia nel 1941. Nel 1947, l'Assemblea Generale cambiò il nome dell'istituto in North Carolina College at Durham.
Il 6 ottobre 1947, Shepard, fondatore e presidente, morì e gli succedette nel 1948 Alfonso Elder. Elder rimase con l'istituzione fino alla sua pensione il 1º settembre 1963. Samuel P. Massie fu nominato terzo presidente il 9 agosto 1963 e si dimise il 1º febbraio 1966. Il 1º luglio 1967, Albert N. Whiting assunse le sue funzioni di presidente fino al suo ritiro il 30 giugno 1983.
L'Assemblea Generale del 1969 designò l'istituzione come una delle università regionali dello Stato e il suo nome fu cambiato in North Carolina Central University. Dal 1972, la NCCU divenne parte dell'University of North Carolina system. Il 1º luglio 1972, il Bachelor's degree e l'università statale vennero riunite per diventare la Consolidated University of North Carolina, comprendente 16 campus, guidata da un unico presidente e disciplinata dall'University of North Carolina Board of Governors. Tuttavia, ogni campus era guidato da un proprio chancellor e un proprio consiglio amministrativo (Board of Trustees).
A Whiting successero in qualità di chancellor LeRoy T. Walker, Tyronza R. Richmond, Dr. Donna J. Benson, L. Julius Chambers (che era stato precedentemente direttore-consulente del NAACP Legal Defense and Education Fund), James H. Ammons e il 1º agosto 2007, Nelms Charlie.

### Questioni riguardanti il riconoscimento di titoli di studio
Nel 2008 venne reso noto che l'università aveva, dal 2004, istituito un piccolo campus satellite presso la New Birth Missionary Baptist Church nella cittadina di Lithonia nello stato della Georgia il cui pastore (ministro del culto), il vescovo Eddie L. Long, è un membro del consiglio di amministrazione dell'Università di fondazione.
L'University of North Carolina System, che non era a conoscenza dell'esistenza di questa succursale, rifiutò di riconoscere i diplomi rilasciati ai 25 studenti che avevano partecipato a quel programma di studi.

## Campus
Il campus è situato circa un miglio a sud del centro di Durham e circa tre miglia ad est dalla Università Duke. Il campus è nel National Register of Historic Places.

## Organizzazione
La North Carolina Central University fa parte dell'University of North Carolina system. Il campus è governato da un consiglio di tredici membri (Board of Trustees). Otto membri sono eletti dal consiglio direttivo del University of North Carolina system (UNC System‘s Board of Governors) e quattro dal governatore dello stato. Il presidente dell'associazione studentesca (Student Government Association) ne fa parte di diritto. Il Board of Trustees elegge i suoi funzionari annualmente e si riunisce cinque volte all'anno. Nel 2009 l'università aveva 5.326 studenti non laureati e 1.253 laureati, tutti a tempo pieno (full time students). L'ottantacinque per cento erano afroamericani, il sei per cento bianchi e il due per cento ispanici. Nel 2007 il rapporto studenti docenti era di tredici a uno.

## Presidenti
Elenco cronologico dei presidenti:
- James E. Shepard (1909-1947)
- Alfonso Elder (1948-1963)
- Samuel P. Massie (1963-1966)
- Albert N. Whiting (1967-1972)

## Cancellieri

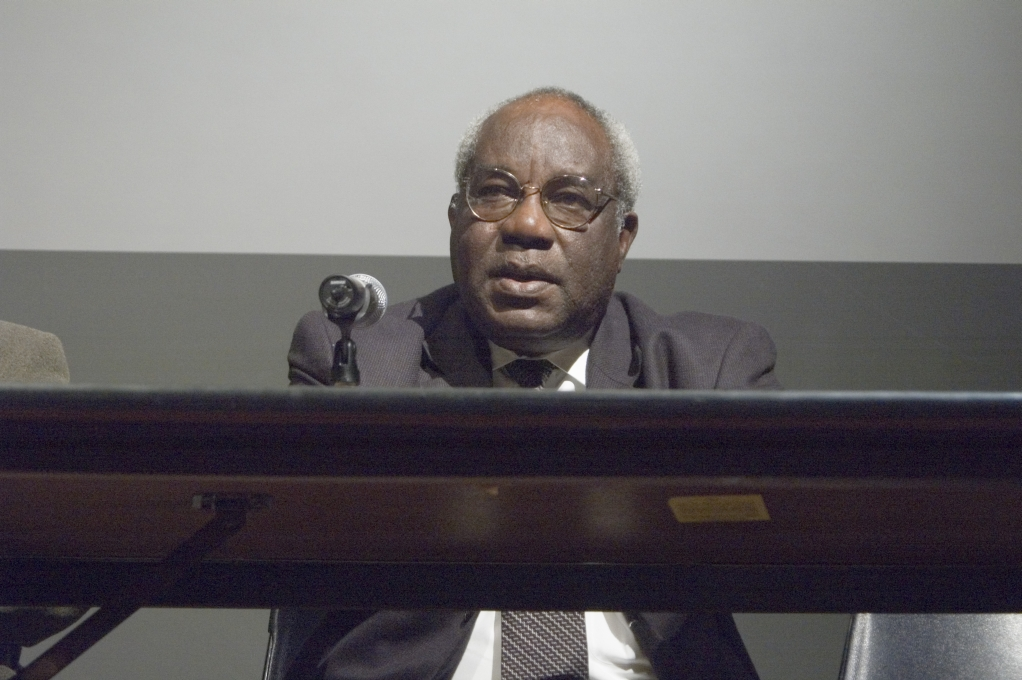
Julius Chambers, cancelliere dell'università dal 1993 al 2001.

Elenco cronologico dei cancellieri:
- Albert N. Whiting (1972-1982)
- LeRoy T. Walker (1983-1986)
- Tyronza R. Richmond (1986-1992)
- Donna J. Benson (1992-1993)
- Julius L. Chambers (1993-2001)
- James H. Ammons (2001-2007)
- Beverly Washington Jones (2007)
- Charlie Nelms (2007-oggi)

## Didattica

### Titoli di studio
La North Carolina Central offre 36 master e first professional degree.
- Biology (biologia)
- Counselor Education (consulente educativo)
  - Community Agency Counseling
  - Career Counseling
  - School Counseling
- Chemistry (chimica)
  - Chemistry, Secondary Education
- Criminal Justice (giustizia penale)
  - Criminal Justice/Law Enforcement
- Education (pedagogia)
  - Elementary Ed (K-6)
  - Middle Grades (6-8)
  - English Education (9-12)
  - Mathematics Education (9-12) (didattica della matematica)
- Educational Technology (tecnologie didattiche)
- English (letteratura inglese)
- Earth Sciences (scienze della terra)
- History (storia)
  - History, Secondary Education
- Human Sciences
  - Family and Consumer Sciences
  - Human Sciences with Licensure
- Information Sciences
- Information Sciences and Curriculum and Instruction (Elementary and Middle Grades)
- Jazz Studies
- Joint Juris Doctor/ Master of Library Science JD/MLS
- Joint Master of Business Administration/ Juris Doctor JD/MBA JDMBA
- Joint Master of Business Administration/ Master of Information Science MBA/MIS
- Mathematics (matematica)
- Master of Arts in Teaching Special Education
- Master of Business Administration
- Master of Library Science (Master in biblioteconomia)
- Master of Information Science
- Master of Pharmaceutical Sciences
- Master of School Administration
- Middle Grades (6-9)

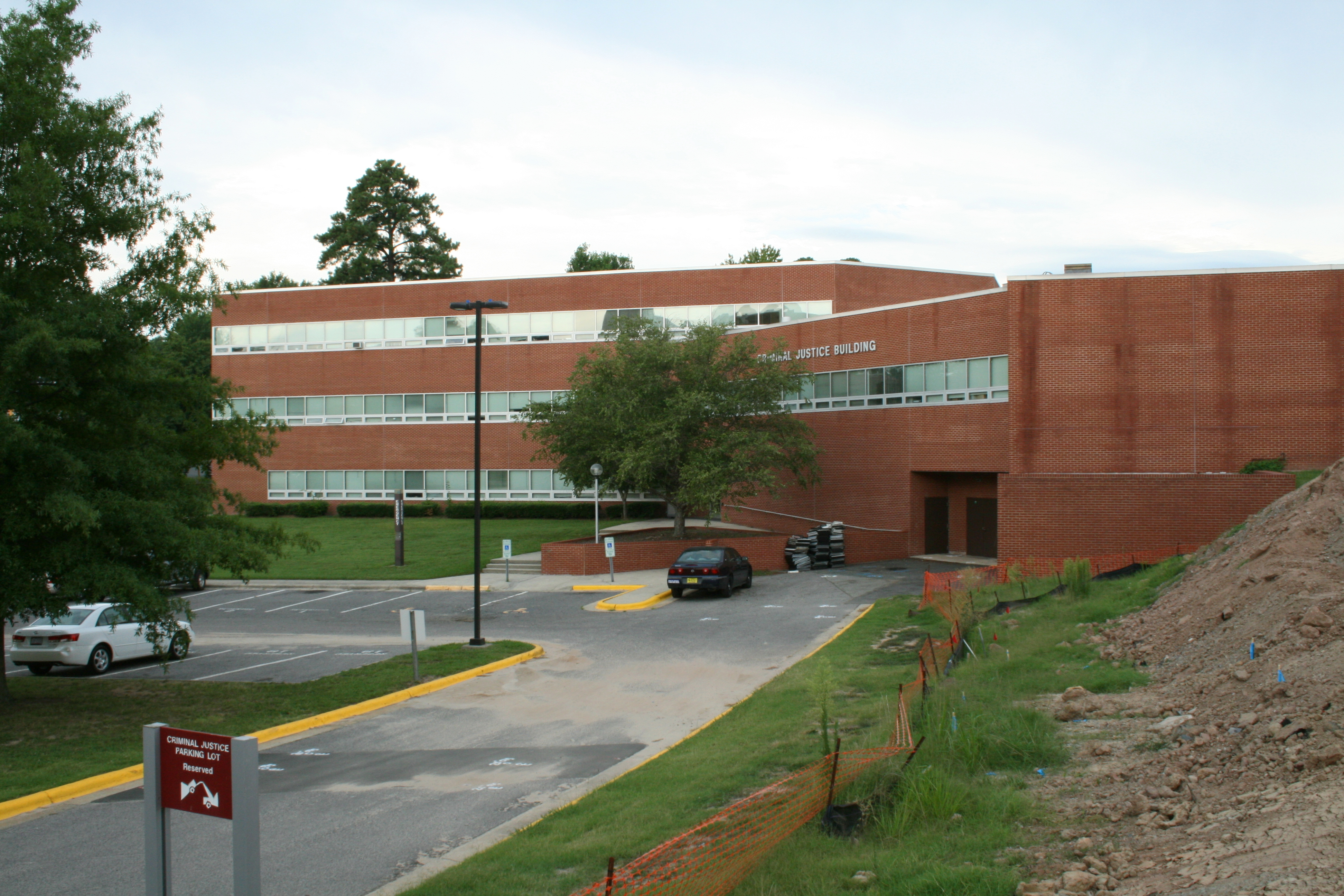
Criminal Justice Building (sede del Department of Criminal Justice).

- Physical Education (educazione fisica)
  - Physical Education (K-12)
  - Physical Education (with licensure)
  - Physical Education and Recreation
  - Adapted Phys Ed
  - P.E., with Licensure
  - P.E., K-12
- Physics (fisica)
- Psychology (psicologia)
  - Clinical Track
  - General Experimental Track
- Public Administration
  - Executive Master of Public Admin
  - Recreation Administration
- Sociology (sociologia)
- Social Work
- Special Education
  - Visually Handicapped (non vedenti)
  - Behavior/Emotionally Handicapped
  - Learning Disabilities
  - Mentally Handicapped
  - Orientation & Mobility

### College

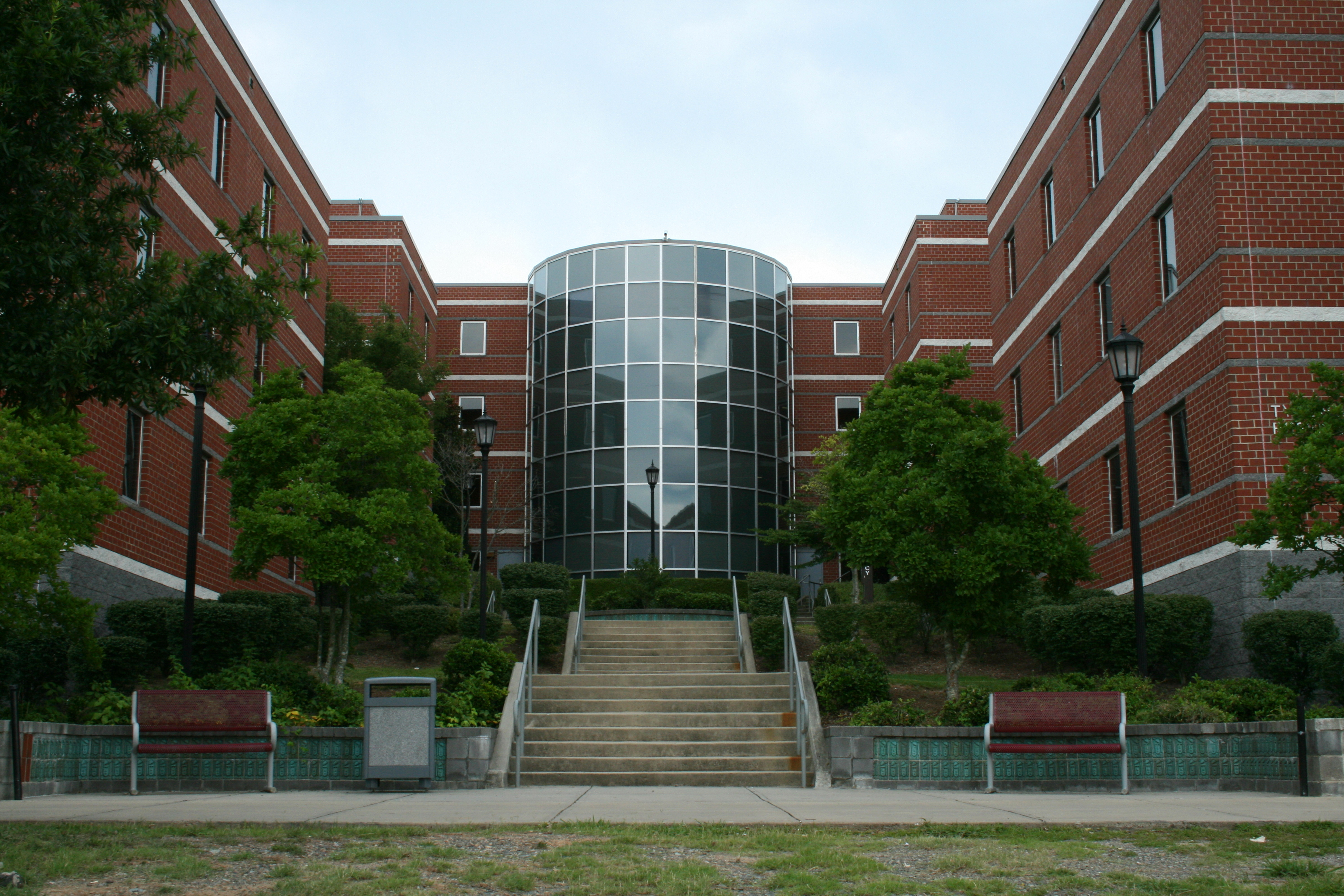
Ingresso del New Residence Hall I.

- College of Behavioral & Social Sciences, su nccu.edu. URL consultato il 10 dicembre 2010 (archiviato dall'url originale il 7 gennaio 2011).
- College of Liberal Arts, su nccu.edu. URL consultato il 10 dicembre 2010 (archiviato dall'url originale il 26 novembre 2010).
- College of Science & Technology, su nccu.edu. URL consultato il 10 dicembre 2010 (archiviato dall'url originale il 7 gennaio 2011).

### Scuole
- School of Business, su business.nccu.edu. URL consultato il 10 dicembre 2010 (archiviato dall'url originale il 21 novembre 2010).
- School of Education, su web.nccu.edu. URL consultato il 10 dicembre 2010 (archiviato dall'url originale il 6 dicembre 2010).
- School of Law, su web.nccu.edu. URL consultato il 10 dicembre 2010 (archiviato dall'url originale il 20 aprile 2011).
- School of Library & Information Sciences, su nccuslis.org.
- School of Nursing, su nccu.edu. URL consultato il 10 dicembre 2010 (archiviato dall'url originale il 27 novembre 2010).

### Istituti di ricerca
La North Carolina Central University con l'African American Jazz Caucus sponsorizza il Jazz Research Institute che tiene annualmente il Summer Jazz Festival e offre un programma in Jazz Studies.
- Biomedical/Biotechnology Research Institute, su web.nccu.edu. URL consultato il 10 dicembre 2010 (archiviato dall'url originale l'11 giugno 2010).
- Biomanufacturing Research Institute and Technology Enterprise, su brite.nccu.edu. URL consultato il 10 dicembre 2010 (archiviato dall'url originale il 4 settembre 2011).

### Altri programmi
- Continuing Education, su nccu.edu. URL consultato il 10 dicembre 2010 (archiviato dall'url originale il 29 dicembre 2010).
- Evening & Weekend Degree Program, su nccu.edu. URL consultato il 10 dicembre 2010 (archiviato dall'url originale il 29 dicembre 2010).

## Attività studentesche
La North Carolina Central University ha 130 organizzazioni studentesche e 12 honor societies.

### Sport
La North Carolina Central University promuove quattordici squadre sportive maschili e femminili che partecipano alla National Collegiate Athletic Association (NCAA) nella Division I come membro recentemente riammesso della Mid-Eastern Athletic Conference. Tra gli sport praticati: calcio, softball, baseball, pallacanestro, atletica leggera, tennis, pallavolo, bowling e golf.
| Pallacanestro (maschile)                                      | Pallacanestro (maschile)                       |
| ------------------------------------------------------------- | ---------------------------------------------- |
| Central Intercollegiate Athletic Association Champions (CIAA) | 1946, 1950                                     |
| NCAA Division II Tournament Appearances                       | 1957, 1988, 1989, 1990, 1993, 1996, 1997       |
| NCAA Division II Regional Champions                           | 1989, 1993                                     |
| NCAA Division II National Champions                           | 1989                                           |
| Football                                                      |                                                |
| Central Intercollegiate Athletic Association Champions (CIAA) | 1953, 1954, 1956, 1961, 1963, 1980, 2005, 2006 |
| Mid-Eastern Athletic Conference Champions (MEAC)              | 1972, 1973                                     |
| NCAA Division II Playoff Appearances                          | 1988, 2005, 2006                               |
| Atletica (maschile)                                           |                                                |
| Central Intercollegiate Athletic Association Champions (CIAA) | 1964, 1965, 1971                               |
| Mid-Eastern Athletic Conference Champions (MEAC)              | 1972, 1973, 1974                               |
| NAIA National Champions                                       | 1972                                           |
| Tennis (maschile)                                             |                                                |
| Central Intercollegiate Athletic Association Champions (CIAA) | 1957, 1958, 1959, 1964, 1965, 1998             |
| Mid-Eastern Athletic Conference Champions (MEAC)              | 1972, 1973, 1974, 1975                         |
| Pallavolo (femminile)                                         |                                                |
| Central Intercollegiate Athletic Association Champions (CIAA) | 1999, 2004, 2005, 2006                         |
| NCAA Division II Playoff Appearances                          | 2004, 2005, 2006                               |
| Softball                                                      |                                                |
| Central Intercollegiate Athletic Association Champions (CIAA) | 1998, 1999, 2006                               |
| NCAA Division II Playoff Appearances                          | 2006, 2007                                     |
| Pallacanestro (femminile)                                     |                                                |
| Central Intercollegiate Athletic Association Champions (CIAA) | 1984, 2007                                     |
| NCAA Division II Playoff Appearances                          | 1984, 2001, 2002, 2006, 2007                   |
| Cross Country (femminile)                                     |                                                |
| Central Intercollegiate Athletic Association Champions (CIAA) | 2005, 2006                                     |
| NCAA Division II Regional Champions                           | 2006                                           |
| Cross Country (maschile)                                      |                                                |
| Central Intercollegiate Athletic Association Champions (CIAA) | 2004                                           |
| Bowling (femminile)                                           |                                                |
| Central Intercollegiate Athletic Association Champions (CIAA) | 2001                                           |

### Rivali
- North Carolina State University A & T
- Winston-Salem State University
- Duke University: questa è l'ultima rivale. In quello che sembra un tentativo di correggere il rapporto tra i due atenei, teso dopo un contenzioso giudiziario del 2006,[19] hanno giocato la prima edizione del Bull City Gridiron Classic nel settembre 2009.[20]